# New York (Lincolnshire)
New York – osada w Anglii, w hrabstwie Lincolnshire, w dystrykcie East Lindsey. Leży 32 km na południowy wschód od Lincoln i 175 km na północ od Londynu.